# Zvočila
Zvočila so predmeti, ki oddajajo zvok. Povzročajo nihanje sredstva po katerem se zvok razširja v vse smeri.
Delimo jih na dva različna načina:
1. Po snovi, ki pri glasbilu zveni:
- idiofone (udarjanje/drgnjenje dveh teles drug ob drugega),
- aerofone,
- membranofone,
- kordofone in
- elektrofone.

2. Po načinu izvabljanja zvoka: 
- Godala - nanje godemo z lokom, ki napete strune spravlja v nihanje oziroma v vibracijo,
- Brenkala - nanje brenkamo – tresenje strun,
- Glasbila s tipkami - igranje na klaviaturo; glede na nastajanje zvoka si niso enotni (npr.: klavir je kordofono, orgle pa aerofono zvočilo),
- Pihala - s pihanjem v ustnik sprožimo nihanje zraka v cevi in tako nastane zvok,
- Trobila - v kovinski ustnik trobila vnašamo zrak tako, da s tresenjem ustnic določamo višine željenih tonov (proizvedemo ton že na samem ustniku),
- Tolkala - z roko ali s paličastimi pripravami (tolkalci) udarjamo nanje.